# Fiji op de Olympische Zomerspelen 1984
Fiji nam deel aan de Olympische Zomerspelen 1984 in Los Angeles, Verenigde Staten. Ook de zesde olympische deelname bleef zonder medailles.

## Deelnemers en resultaten per onderdeel

### Atletiek
| Olympiër                      | Onderdeel    | Resultaat | Prestatie              |
| ----------------------------- | ------------ | --------- | ---------------------- |
| Inoke Bainimoli               | 100m (m)     | 73e       | serie 3: 7de in 11,15  |
| Inoke Bainimoli               | 200m (m)     | 58e       | serie 1: 6de in 22,16  |
| Joseph Rodan                  | 400m (m)     | 67e       | serie 8: 5de in 49,007 |
| Albert Miller                 | tienkamp (m) | 26e       | 5076 punten            |
|                               |              |           |                        |
| Miriama Tuisorisori-Chambault | 100m (v)     | 45e       | serie 2: 6de in 13,04  |
| Miriama Tuisorisori-Chambault | 200m (v)     | 37e       | serie 1: 7de in 26,82  |

### Judo
| Olympiër         | Onderdeel | Resultaat | Prestatie |
| ---------------- | --------- | --------- | --------- |
| Simione Kuruvoli | -78kg (m) | 20e       |           |
| Viliame Takayawa | -95kg (m) | 18e       |           |

### Wielersport
| Olympiër     | Onderdeel        | Resultaat | Prestatie |
| ------------ | ---------------- | --------- | --------- |
| Kathlyn Ragg | wegwedstrijd (v) | 32e       | 2:25.59   |

### Zeilen
| Olympiër                         | Onderdeel      | Resultaat | Prestatie                            |
| -------------------------------- | -------------- | --------- | ------------------------------------ |
| Anthony Steven Philp             | windglider (m) | 33e       | 212 punten: (DSQ-23-28-25-PMS-30-31) |
|                                  |                |           |                                      |
| David Ashby                      | finn           | 26e       | 185 punten: (25-25-26-25-26-23-25)   |
| Anthony Colin Philp Bruce Hewett | tornado        | 19e       | 143 punten: (17-18-DNF-18-19-17-18)  |

### Zwemmen
| Olympiër         | Onderdeel            | Resultaat | Prestatie                |
| ---------------- | -------------------- | --------- | ------------------------ |
| Warren Sorby     | 100m vrije slag (m)  | 57e       | serie 8: 7de in 57,65    |
| Samuela Tupou    | 100m vrije slag (m)  | 54e       | serie 5: 7de in 55,85    |
| Samuela Tupou    | 200m vrije slag (m)  | 46e       | serie 2: 8ste in 2.02,22 |
| Warren Sorby     | 100m rugslag (m)     | 40e       | serie 7: 7de in 1.05,81  |
| Warren Sorby     | 100m vlinderslag (m) | 49e       | serie 5: 8ste in 1.05,53 |
| Samuela Tupou    | 100m vlinderslag (m) | 52e       | serie 2: 7de in 1.07,75  |
| Warren Sorby     | 200m wisselslag (m)  | 39e       | serie 1: 7de in 2.22,74  |
| Samuela Tupou    | 200m wisselslag (m)  | 34e       | serie 6: 7de in 2.19,79  |
|                  |                      |           |                          |
| Sharon Pickering | 100m vrije slag (v)  | 43e       | serie 1: 7de in 1.04,25  |
| Sharon Pickering | 200m vrije slag (v)  | 35e       | serie 5: 7de in 2.19,61  |
| Sharon Pickering | 100m rugslag (v)     | 29e       | serie 1: 8ste in 1.10,49 |
| Sharon Pickering | 100m vlinderslag (v) | 34e       | serie 1: 6de in 1.11,49  |
| Sharon Pickering | 200m wisselslag (v)  | 26e       | serie 1: 7de in 2.34,77  |

Algerije · Amerikaanse Maagdeneilanden · Andorra · Antigua en Barbuda · Argentinië · Australië · Bahama’s · Bahrein · Bangladesh · Barbados · België · Belize · Benin · Bermuda · Bhutan · Birma · Bolivia · Bondsrepubliek Duitsland · Botswana · Brazilië · Britse Maagdeneilanden · Canada · Centraal-Afrikaanse Republiek · Chili · China · Chinees Taipei · Colombia · Congo-Brazzaville · Costa Rica · Cyprus · Denemarken · Djibouti · Dominicaanse Republiek · Ecuador · Egypte · El Salvador · Equatoriaal-Guinea · Fiji · Filipijnen · Finland · Frankrijk · Gabon · Gambia · Ghana · Grenada · Griekenland · Groot-Brittannië · Guatemala · Guinee · Guyana · Haïti · Honduras · Hongkong · Ierland · IJsland · India · Indonesië · Irak · Israël · Italië · Ivoorkust · Jamaica · Japan · Joegoslavië · Jordanië · Kaaimaneilanden · Kameroen · Kenia · Koeweit · Lesotho · Libanon · Liberia · Liechtenstein · Luxemburg · Madagaskar · Malawi · Maleisië · Mali · Malta · Marokko · Mauritanië · Mauritius · Mexico · Monaco · Mozambique · Nederland · Nederlandse Antillen · Nepal · Nicaragua · Nieuw-Zeeland · Niger · Nigeria · Noord-Jemen · Noorwegen · Oeganda · Oman · Oostenrijk · Pakistan · Panama · Papoea-Nieuw-Guinea · Paraguay · Peru · Portugal · Puerto Rico · Qatar · Roemenië · Rwanda · Salomonseilanden · Samoa · San Marino · Saoedi-Arabië · Senegal · Seychellen · Sierra Leone · Singapore · Soedan · Somalië · Spanje · Sri Lanka · Suriname · Swaziland · Syrië · Tanzania · Thailand · Togo · Tonga · Trinidad en Tobago · Tsjaad · Tunesië · Turkije · Uruguay · Venezuela · Verenigde Arabische Emiraten · Verenigde Staten · Zaïre · Zambia · Zimbabwe · Zuid-Korea · Zweden · Zwitserland